# Certeju de Jos, Hunedoara
Certeju de Jos este un sat în comuna Vorța din județul Hunedoara, Transilvania, România.

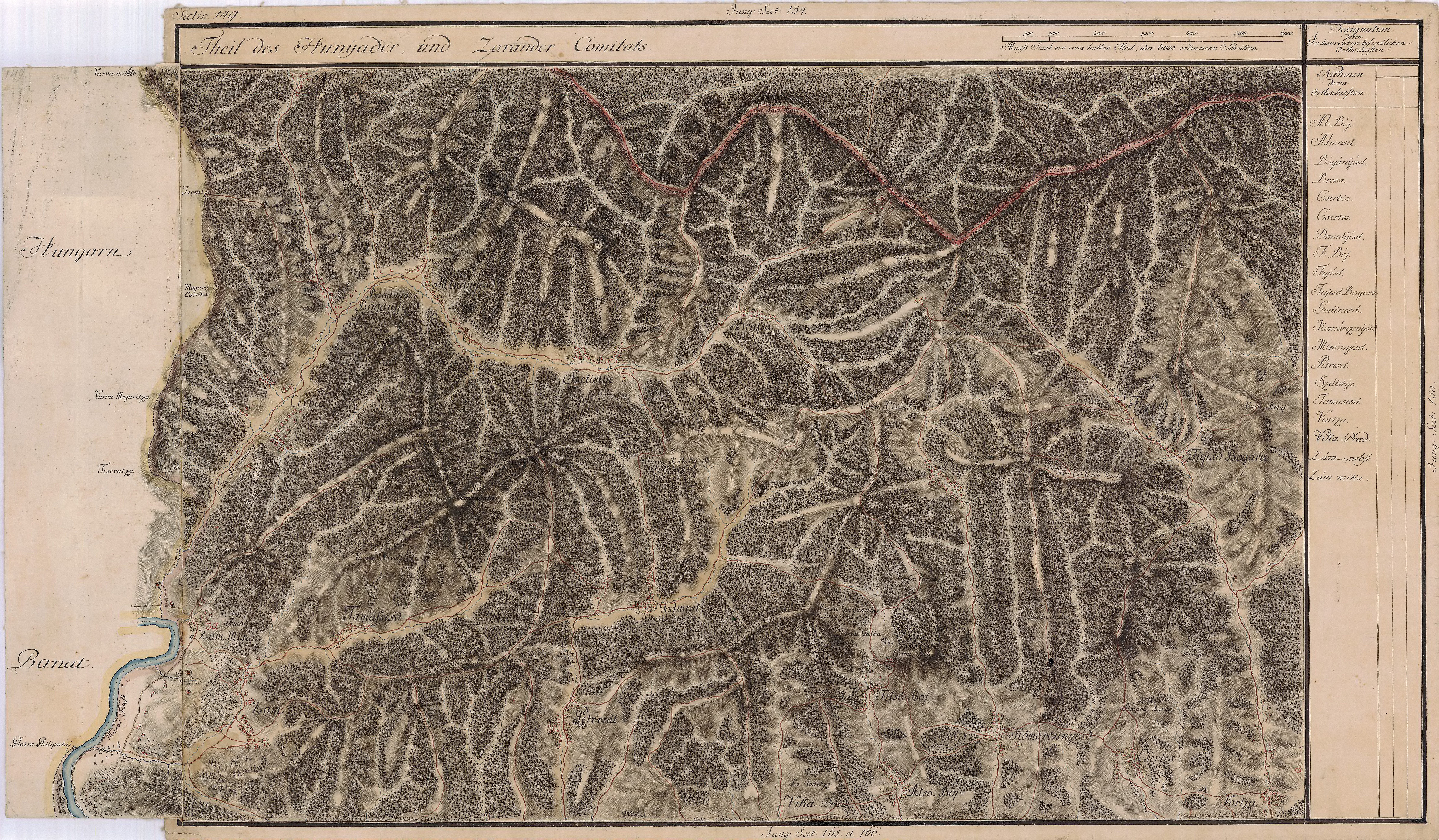
Certeju de Jos în Harta Iosefină a Transilvaniei, 1769-1773